# Instituto de Física (UNAM)
El Instituto de Física de la Universidad Nacional Autónoma de México (UNAM) es un centro de investigación en física y otras áreas relacionadas con esta disciplina ubicado en Ciudad Universitaria.

## Historia
Este Instituto nació en el año de 1939 a partir del Instituto de Ciencias Físico Matemáticas, creado un año antes, y que dio origen a los actuales Institutos de Física y Matemáticas. Fue a raíz de la propuesta de organización de la Facultad de Ciencias de la UNAM hecha por Ricardo Monges López y Alfredo Baños, que el Consejo Universitario aprobó la solicitud con la conformación de siete departamentos que la configurarían, así como la organización de cada uno de los Institutos de investigación correspondientes a cada departamento de la facultad. Con ello llegó la transformación del Instituto de Ciencias Físico Matemáticas.
La ubicación inicial del instituto para esos primeros años fue el Palacio de Minería, ubicado en el Centro Histórico de la Ciudad de México. En 1952 se mudó a la Torre de Ciencias en la Ciudad Universitaria, un edificio que sirvió como sede de los Institutos de investigación científica de la Universidad, y en donde el Instituto ocupó los pisos del 8 al 10. Cuando Guillermo Soberón Acevedo tomó el puesto de rector de la UNAM en 1973, se propuso construir la Ciudad de la Investigación en la parte sur de Ciudad Universitaria, para la edificación de sedes para todos los Institutos de ciencias, además de las oficinas de la Coordinación de la Investigación Científica, una biblioteca y la Facultad de Ciencias, pues esta última requería más espacio para alojar al personal y alumnos. Para inicios de los años 70, en dicha zona ya estaban asentados el Instituto de Investigaciones en Materiales (IIM), así como el Instituto de Biología. El plan de diseño para la sede del Instituto contemplaba 3 edificios: uno principal, con laboratorios de Estado Sólido, Física General, cubículos para los físicos teóricos y una dirección; otro edificio de paredes muy gruesas para alojar a los aceleradores, y un tercero, para instalar un taller mecánico. Desde 1976 su sede se encuentra en el Circuito de la Investigación Científica en Ciudad Universitaria.
La creación del Instituto surgió en el contexto histórico de finales de la década de 1930, cuando la física nuclear cobró interés debido a la influencia de la Segunda Guerra Mundial y la Guerra Civil Española.

## Investigación
En un principio, el Instituto contó con varias secciones de investigación, pero las dos principales fueron la de rayos cósmicos y la mecánica de los suelos. Entonces, las principales líneas de investigación fueron radiación cósmica, hidrodinámica y elasticidad, física biológica, física nuclear y radiactividad, espectroscopia y estructura atómica, rayos X y estructura molecular, astrofísica, geofísica y mecánica de los suelos. Sin embargo, los rayos cósmicos ocupaban un importante puesto dentro de las investigaciones llevadas a cabo en esta institución, y eran supervisadas por Manuel Sandoval Vallarta, que para ese momento se encontraba trabajando en el Instituto Tecnológico de Massachusetts (MIT). Cabe destacar que, aunque en la planeación original del Instituto se consideraban múltiples líneas de investigación, en la práctica se lograron iniciar trabajos teóricos y experimentales sobre radiación cósmica.
En el año de 1945, Carlos Graef asumió la dirección del Instituto y durante su gestión, se acrecentó la sección experimental cuando se adquirió un acelerador Van de Graaff, instrumento que dio origen a la era nuclear en México y contribuyó a la consolidación del Instituto de Física. Con el traslado del instituto a la Ciudad Universitaria, comenzaron las primeras experiencias en el acelerador Van de Graaff.
Al final del periodo de dirección de Fernando Alba Andrade (1970) se reorganizó el instituto y se crearon cuatro departamentos: Estado Sólido, Colisiones, Física General y Física Teórica. Para cuando Alonso Fernández se convirtió en el nuevo director del instituto, entre 1970 y 1974, se equiparon algunos laboratorios, con lo que la situación de la física teórica mexicana se robusteció y aumentó el intercambio con investigadores extranjeros.

## Entidades de investigación asociadas
El instituto dio origen a los Institutos de InvestigacionesenMateriales(1967), de Nanociencias y Nanotecnología (1997) y de Ciencias Físicas (1998), así como el Centro de Física Aplicada y Tecnología Avanzada (2002). Además, contribuyó alaformacióndeinstituciones externas a la universidad, como el Instituto de Física de la Universidad de Guanajuato, el Centro de Investigación de Física de la Universidad de Sonora y el InstitutoNacionaldeInvestigacionesNucleares.